# Deutsches Jungforschernetzwerk – juFORUM
Das Deutsche Jungforschernetzwerk – juFORUM e. V. ist ein eingetragener gemeinnütziger Verein von naturwissenschaftlich-technisch interessierten Schülerinnen und Schülern, Studierenden und Promovierenden. Der Verein fördert den interdisziplinären Austausch durch Kongresse und Workshops sowie durch Besichtigungen in Forschungseinrichtungen und Unternehmen. Ferner fördert das Deutsche Jungforschernetzwerk im Rahmen seines Mentorenprogramms die Bildung in MINT-Fächern an Schulen.
Das juFORUM wurde im Jahr 2000 von ehemaligen Teilnehmern des Bundeswettbewerbs Jugend forscht gegründet. Der Verein dient als Plattform für wissenschaftlich interessierte junge Menschen. 2019 zählte das juFORUM rund 450 Mitglieder.

## Ziele
Vereinsziele sind die Vernetzung, die Förderung von naturwissenschaftlichen oder technischen Projekten und das Bereitstellen von Orientierungshilfen im MINT-Bereich. Der Verein bietet somit vor allem eine Plattform, über die junge Naturwissenschaftlerinnen und Naturwissenschaftler in Kontakt treten und sich austauschen können. Durch das Kennenlernen der nationalen und internationalen Forschungslandschaft erhalten vor allem junge Mitglieder Möglichkeiten, sich in der Wissenschafts- und Berufswelt zu orientieren. Weiterhin können Schülerinnen und Schüler und Studierende bei Projektideen unterstützt werden.

## Organisation
Im Verein existieren verschiedene Teams, die in verschiedenen Bereichen wie der Pressearbeit, der Regionalarbeit, der Betreuung von Mitgliedern und Kooperationen etc. arbeiten.

### Vorstand
Der Vereinsvorstand setzt sich zusammen aus:
- 1. Vorsitzende
- 2. Vorsitzende
- Vorstand für Finanzen
- Vorstand für Kommunikation
- Vorstand für Technik

Darüber hinaus kann er von Beisitzern unterstützt werden.

## Veranstaltungen
Das juFORUM bietet verschiedene Veranstaltungsformate an. Das Hautptevent ist der jährliche JungforscherCongress. Ferner organisiert der Verein Workshops, Science Pubs und Nachtreffen zu einigen Jugend forscht-Landeswettbewerben.

### JungforscherCongress
Der JungforscherCongress findet seit dem Jahr 2000 jedes Frühjahr statt. Dieser Kongress wird jedes Jahr in einer anderen Universitätsstadt ausgerichtet und vom Bundesministerium für Bildung und Forschung gefördert. Zum Programm des Kongresses gehören Besichtigungen ortsansässiger Firmen und Forschungseinrichtungen, Vorträge von Wissenschaftlern und Zeit für Diskussionen.

### Science Pub
Seit 2013 wird in Tübingen in Zusammenarbeit mit dem Forum Scientiarum der Universität Tübingen der Science Pub ausgerichtet. Im Rahmen eines Science Pubs halten Professoren verschiedener Fachbereiche allgemeinverständliche Vorträge.
Seit 2015 werden in Jena und Karlsruhe, seit 2017 auch in Münster ebenfalls Science Pubs ausgerichtet.

### Workshops
Workshops sind meist mehrtägige Veranstaltungen zu spezifischen oder interdisziplinären Themen. In der Vergangenheit waren diese u. a. Zerstörungsfreie Prüfung, Teilchenphysik, Umwelt und Technik sowie Verantwortung und Ethik in der Wissenschaft. Darüber hinaus finden kleinere Workshops, wie Führungen durch Institute (wie Fraunhofer-Institute) statt.

## Mentorenprogramm
Das Mentorenprogramm veranstaltet beispielsweise Workshops zum MIT App Inventor, bei denen Schülerinnen und Schülern Grundzüge des Programmierens von Android-Apps spielerisch näher gebracht wird. Weiterhin bietet das Mentorenprogramm beispielsweise auf diversen Messen Formate an, in denen sich Schüler experimentell mit Naturwissenschaften und Technik auseinandersetzen können.

## Partnerschaften
juForum ist Mitglied im VDSI. Mit der Initiative MINT Zukunft schaffen, die sich ebenfalls für die Förderung im MINT-Bereich einsetzt, besteht seit 2010 eine Kooperation. Unternehmensmitglieder sind unter anderem die Bayer AG, d-fine und die Deutsche Gesellschaft für Zerstörungsfreie Prüfung.